# RJRナビスコ
RJRナビスコ(RJR Nabisco, Inc.)は、かつてアメリカ合衆国にあった食品産業とたばこ産業のコングロマリット企業である。
1986年にナビスコブランズとR・J・レイノルズ・インダストリーズが合併して誕生した。1988年、コールバーグ・クラビス・ロバーツ(KKR)が同社を買収した。これは、当時史上最大のレバレッジド・バイアウトだった。同年、たばこ事業がR・J・レイノルズ・タバコとして分割され、RJRナビスコはナビスコ・ホールディングスに改称された。その後の企業買収により、現在はモンデリーズ・インターナショナルの一部となっている。

## 歴史

### 設立
R・J・レイノルズ・タバコ(R. J. Reynolds Tobacco Company)は1875年にノースカロライナ州ウィンストン・セーラムで設立され、1970年にR・J・レイノルズ・インダストリーズ(R. J. Reynolds Industries, Inc.)に改称した。1985年、同社は49億ドルの現金と19億ドルの株式交換によりナビスコブランズ社を買収し、1986年4月25日にRJRナビスコに改称した。

### 本社の移転
1987年1月1日、社長が元RJR社長のJ・タイリー・ウィルソンから元ナビスコ社長のF・ロス・ジョンソンに交代した。ジョンソンは、ウィンストン・セーラムは「田舎」であり、世界企業たるRJRナビスコにはふさわしくないと考え、社長に就任してすぐに本社の移転を検討し始めた。「成金的で建物が多すぎる」という理由でニューヨークやダラスは除外され、ジョージア州アトランタを移転先に決定した。1987年1月15日、RJRナビスコの取締役会は、アトランタの北のコブ郡に本社を移転することを決定した。250人から300人がコブに転勤となったが、ウィンストン・セーラムには1万4千人の従業員がとどまった。ウィンストン・セーラムにある51万9千平方フィートの旧本社ビルは、1987年9月の移転まで使用した後、ウェイクフォレスト大学に寄贈された。その後、RJRナビスコの一部の部門が旧本社ビルに移転した。

### レバレッジド・バイアウト
RJRナビスコは、1988年にコールバーグ・クラビス・ロバーツ(KKR)によりレバレッジド・バイアウト(LBO)によって買収された。この買収は、企業や経営者の強欲さの突出した例として広く知られている。ブライアン・バーロウとジョン・ヘルヤーは、この買収を取り上げたドキュメンタリー『野蛮な来訪者―RJRナビスコの陥落』(Barbarians at the Gate: The Fall of RJR Nabisco)を出版した。この本は、HBOによりテレビ映画化された（日本語訳題『企業買収/250億ドルの賭け』）。
RJRナビスコの社長のロス・ジョンソンとKKRの経営パートナーであるヘンリー・クラビスは、1988年10月から11月にかけて同社の経営権を巡って争いを繰り広げ、最終的にはKKRがRJRナビスコの経営権を取得した。レバレッジド・バイアウトの金額は250億ドルだった。
RJRナビスコの経営陣と投資銀行のシアーソン・リーマン・ハットンが、同社の株式を1株75ドルで非公開化することを発表したのが発端だった。その後、モルガン・スタンレー、ゴールドマン・サックス、ソロモン・ブラザーズ、ファースト・ボストン、ワッサースタイン・ペレラ、フォースマン・リトル、シアーソン・リーマン・ハットン、メリルリンチという、当時の大手プライベート・エクイティ業者のほぼ全てが参加し、交渉と提案が行われた。
KKRは、RJRナビスコ株を1株90ドルで買収するという公開買付けを、RJRナビスコの了承を得ずに開始した。これに対抗してRJRナビスコ側は、シアーソン、ソロモンと共同で、1株112ドルでの入札を提示した。最終的にKKRは1株109ドルで入札し、RJRナビスコの取締役会はこれを了承した。これは、KKRが提示額を保証していたのに対し、RJRナビスコの提示額には「リセット」がなく、最終的な株価が112ドルを下回る可能性があったからである。それに加えて、RJRナビスコの取締役の多くは、ジョンソン社長がゴールデンパラシュート契約に関する情報開示を行ったことに対して懸念を抱いた。『タイム』誌は、1988年12月号の表紙にジョンソン社長の肖像を掲載し、"A Game of Greed: This man could pocket $100 million from the largest corporate takeover in history. Has the buyout craze gone too far?"（強欲のゲーム: この男は史上最大の企業買収で1億ドルを手に入れた。バイアウトの熱狂はやり過ぎだったのか?）という見出しをつけた。
RJRナビスコの取締役会はKKRの提案を歓迎した。しかし、一部の評論家は、取締役会がリセットの問題を殊更取り上げたのは、ジョンソンが提示した1株112ドルという高すぎる額を拒否する口実ではないかと指摘した。ジョンソンは、この買収により6千万ドル以上の報酬を受け取り、1989年2月に退任した。同年3月、アメリカン・エキスプレスのルイス・ガースナーが新しい社長に就任した。

### KKRによる買収後

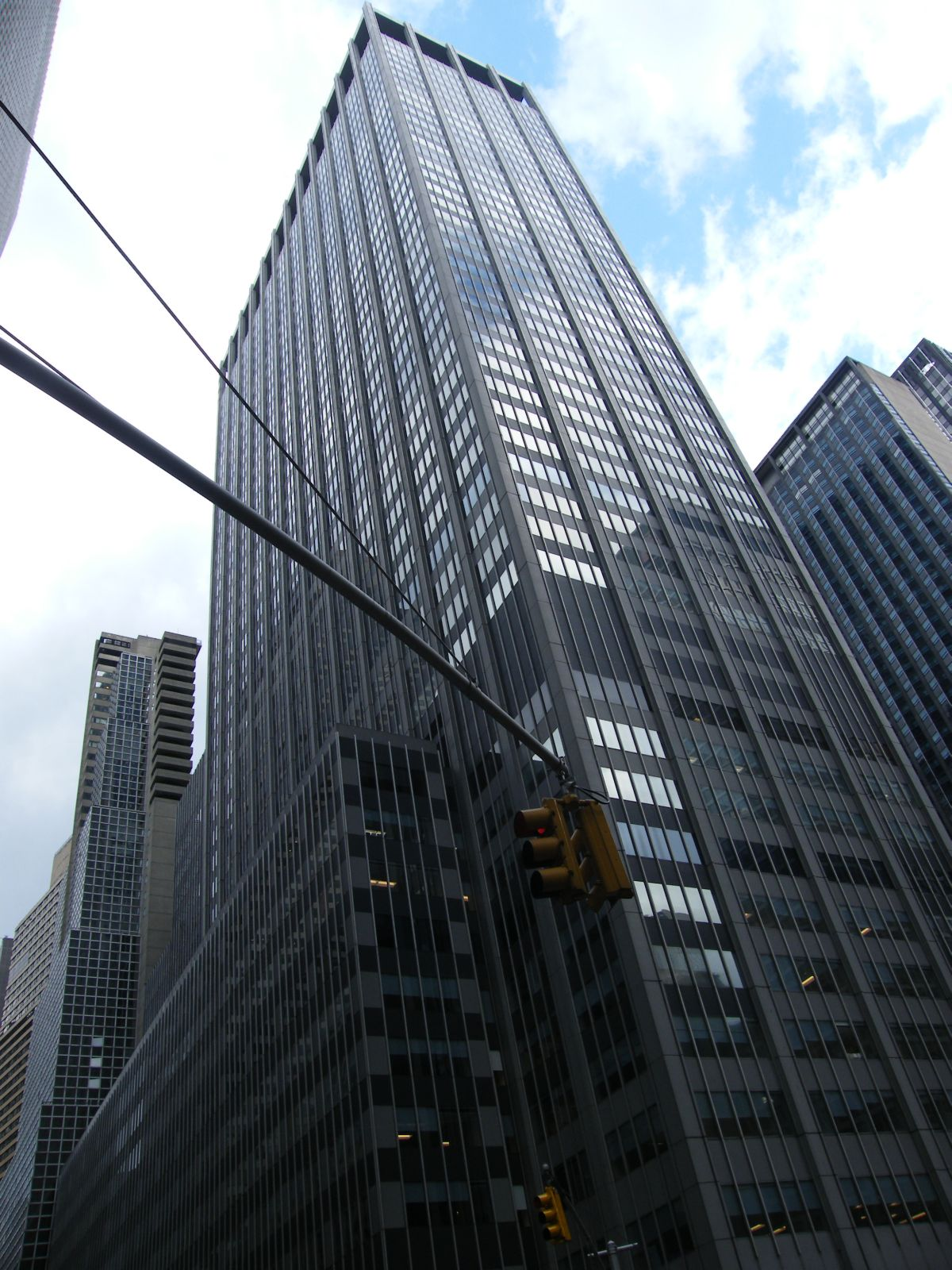
RJRナビスコの最後の本社が置かれたカリヨン・ビル

KKRによる買収後の1989年4月27日、RJRナビスコは本社をニューヨークに移転すると発表し、ミッドタウンのカリヨン・ビルに移転した。
KKRによる買収後、RJRナビスコは以下の部門・子会社を売却した。
- ナビスコのイギリスでの事業（スミス・スナックフード（英語版）とウォーカーズ（英語版）を含む）、フランスのブラン(Belin)、イタリアのサイワ(Saiwa)はBSNに売却された[9]。BSNはスミスとウォーカーズをペプシコに売却した[10]。
- チャンキング（英語版）(Chun King)はヨー・ヒャップセンに売却された[11]。
- アソシエイテッド・ビスケッツ・インターナショナルはブリタニア・インダストリーズ（英語版）に売却された[12]。
- デルモンテ・フーズのうち生鮮食品部門はフレッシュ・デルモンテ・プロデュースとして分割され、ポリー・ペック（英語版）に売却された[13]。残りのデルモンテ・フーズは、メリルリンチ、シティバンク・ベンチャーキャピタル（英語版）、キッコーマンに売却された。アジア（フィリピンを除く）での事業はキッコーマンに売却された[14]。
- 保有していたESPNの20%の持ち分は、ハースト・コーポレーションに売却された[15][16]。

アメリカ労働省の報告書"American Workplace"によれば、RJRナビスコの買収の結果、2千人以上が失業し、その72%が別の職を得たが、収入は半分以下となり、再就職に平均で5.6か月かかっている。
1991年3月21日、RJRナビスコの親会社であるRJRナビスコ・ホールディングス(RJR Nabisco Holdings Corp.)は株式を公開した。1999年6月、RJRナビスコはたばこ部門をR・J・レイノルズ・タバコとして分割し、株式を売却した。親会社のRJRナビスコ・ホールディングスはナビスコグループホールディングスに改称し、たばこ部門売却後にRJRナビスコから改称したナビスコ・ホールディングスの株式の80.5%を保有した。2000年、フィリップ・モリスがナビスコ・ホールディングスを買収し、クラフトフーヅと合併させた。これは、食品業界最大の合併となった。2011年、クラフトフーヅは食品部門と菓子部門の会社に分割された。ナビスコは菓子部門の会社であるモンデリーズ・インターナショナルの一部となった。